# Amt Schenkendöbern
Das Amt Schenkendöbern war ein 1992 gebildetes Amt im Land Brandenburg, in dem sich 15 Gemeinden im damaligen Landkreis Guben (heute Landkreis Spree-Neiße, Brandenburg) zu einem Verwaltungsverbund zusammengeschlossen hatten. Sitz der Amtsverwaltung war das ehemalige Gutshaus in der Gemeinde Schenkendöbern. Das Amt Schenkendöbern wurde 2003 aufgelöst; Ende 2002 hatte das Amt 4457 Einwohner.

## Geographische Lage
Das Amt Schenkendöbern grenzte im Norden an die Ämter Lieberose, Friedland, Schlaubetal und Neuzelle, im Osten an die Stadt Guben, im Südosten an die Republik Polen, im Süden an das Amt Jänschwalde und im Westen an das Amt Peitz.

## Geschichte
Am 23. September 1992 erteilte der Minister des Innern seine Zustimmung zur Bildung des Amtes Schenkendöbern und Umland mit Sitz in der amtsfreien Stadt Guben. Als Zeitpunkt des Zustandekommen des Amtes wurde der 1. Oktober 1992 festgelegt. Zum Zeitpunkt der Gründung umfasste das Amt die folgenden Gemeinden im damaligen Kreis Guben:
1. Atterwasch
2. Grabko
3. Bärenklau
4. Lübbinchen
5. Pinnow
6. Reicherskreuz
7. Staakow
8. Groß Drewitz
9. Grano
10. Lauschütz
11. Sembten
12. Groß Gastrose
13. Krayne
14. Schenkendöbern
15. Kerkwitz

Zum Zeitpunkt der Gründung hatte das Amt Schenkendöbern 3812 Einwohner. Zum 1. März 1996 wurde der Sitz des Amtes Schenkendöbern von Guben in die Gemeinde Schenkendöbern verlegt. Aus den Gemeinden Kerkwitz und Groß Gastrose bildete sich zum 28. Mai 1998 die neue Gemeinde Gastrose-Kerkwitz. Am 31. Dezember 1998 schlossen sich die Gemeinden Lübbinchen, Pinnow, Reicherskreuz und Staakow zur neuen Gemeinde Pinnow-Heideland zusammen. Ebenfalls zum 31. Dezember 1998 wurde der Zusammenschluss der Gemeinden Grano, Groß Drewitz, Krayne, Lauschütz, Schenkendöbern und Sembten zur neuen Gemeinde Lutzketal rechtswirksam.
Am 18. Juli 2002 genehmigte das Ministerium des Innern des Landes Brandenburg den Zusammenschluss der Gemeinden Atterwasch, Bärenklau, Grabko, Lutzketal und Pinnow-Heideland zur neuen Gemeinde Schenkendöbern, der erst zum 26. Oktober 2003 rechtswirksam wurde. Ebenfalls zum 26. Oktober 2003 wurde die Gemeinde Gastrose-Kerkwitz in die neu gebildete Gemeinde Schenkendöbern eingegliedert. Das Amt Schenkendöbern wurde aufgelöst, die Gemeinde Schenkendöbern amtsfrei. Auch die Gemeinden Pinnow-Heideland, Lutzketal und Gastrose-Kerkwitz wurden aufgelöst. Die 15 amtsangehörigen Gemeinden wurden Ortsteile der Gemeinde Schenkendöbern. Als 16. Ortsteil kam Taubendorf hinzu, das am 1. Februar 1974 nach Groß Gastrose eingemeindet worden war.

## Amtsdirektor
Erster und einziger Amtsdirektor des Amtes Schenkendöbern war Peter Jeschke.

## Belege
1. 1 2 3  Beitrag zur Statistik Landesbetrieb für Datenverarbeitung und Statistik Historisches Gemeindeverzeichnis des Landes Brandenburg 1875 bis 2005 19.13 Landkreis Spree-Neiße PDF
2. ↑  Bildung des Amtes Schenkendöbern. Bekanntmachung des Ministers des Innern vom 26. August 1992. Amtsblatt für Brandenburg - Gemeinsames Ministerialblatt für das Land Brandenburg, 3. Jahrgang, Nummer 81, 22. Oktober 1992, S. 1910/1.
3. ↑  Verlegung des Sitzes des Amtes Schenkendöbern. Bekanntmachung des Ministers des Innern vom 20. Februar 1996. Amtsblatt für Brandenburg - Gemeinsames Ministerialblatt für das Land Brandenburg, 7. Jahrgang, Nummer 12, 13. März 1996, S. 290.
4. ↑  Bildung einer neuen Gemeinde aus den Gemeinden Kerkwitz und Groß Gastrose. Bekanntmachung des Ministeriums des Innern vom 20. Mai 1998. Amtsblatt für Brandenburg - Gemeinsames Ministerialblatt für das Land Brandenburg, 9. Jahrgang, Nummer 24, 24. Juni 1998, S. 566.
5. ↑  Bildung der neuen Gemeinde Pinnow-Heideland. Bekanntmachung des Ministeriums des Innern vom 22. Dezember 1998. Amtsblatt für Brandenburg - Gemeinsames Ministerialblatt für das Land Brandenburg, 10. Jahrgang, Nummer 5, 9. Februar 1999, S. 72.
6. ↑  Bildung der neuen Gemeinde Lutzketal. Bekanntmachung des Ministeriums des Innern vom 23. Dezember 1998. Amtsblatt für Brandenburg - Gemeinsames Ministerialblatt für das Land Brandenburg, 10. Jahrgang, Nummer 5, 9. Februar 1999, S. 72.
7. ↑  Bildung der neuen Gemeinde Schenkendöbern. Bekanntmachung des Ministeriums des Innern vom 18. Juli 2002. Amtsblatt für Brandenburg Gemeinsames Ministerialblatt für das Land Brandenburg, 13. Jahrgang, 2002, Nummer 31, 31. Juli 2002, S. 663 PDF
8. ↑  Sechstes Gesetz zur landesweiten Gemeindegebietsreform betreffend die Landkreise Dahme-Spreewald, Elbe-Elster, Oberspreewald-Lausitz, Oder-Spree und Spree-Neiße (6.GemGebRefGBbg) vom 24. März 2003, Gesetz- und Verordnungsblatt für das Land Brandenburg, I (Gesetze), 2003, Nr. 05, S. 93
9. ↑  Hauptsatzung der Gemeinde Schenkendöbern 29. September 2009 PDF
10. ↑  B. Remus: Grabkoer Gaststätte als «Schicksalsort» für’s Amt Lausitzer Rundschau vom 18. Oktober 2003.